# Піщанська селищна територіальна громада
Піщанська селищна громада — територіальна громада в Україні, у Тульчинському районі Вінницької області. Адміністративний центр — селище Піщанка.
Площа громади — 335,63 км², населення — 13 467 мешканців (на 01.01.2022)

## Населені пункти
У складі громади 5 селищ (Миколаївка, Попелюхи, Піщанка, Рудниця, та Трудове) і 9 сіл:
- Городище
- Дмитрашківка
- Козлівка
- Миролюбівка
- Рибки
- Рудницьке
- Ставки
- Чорномин
- Яворівка